# Gladocephaloideus
Gladocephaloideus es un género extinto de pterosaurio ctenocasmatoideo del Cretácico Inferior hallado en el oeste de Liaoning, China.

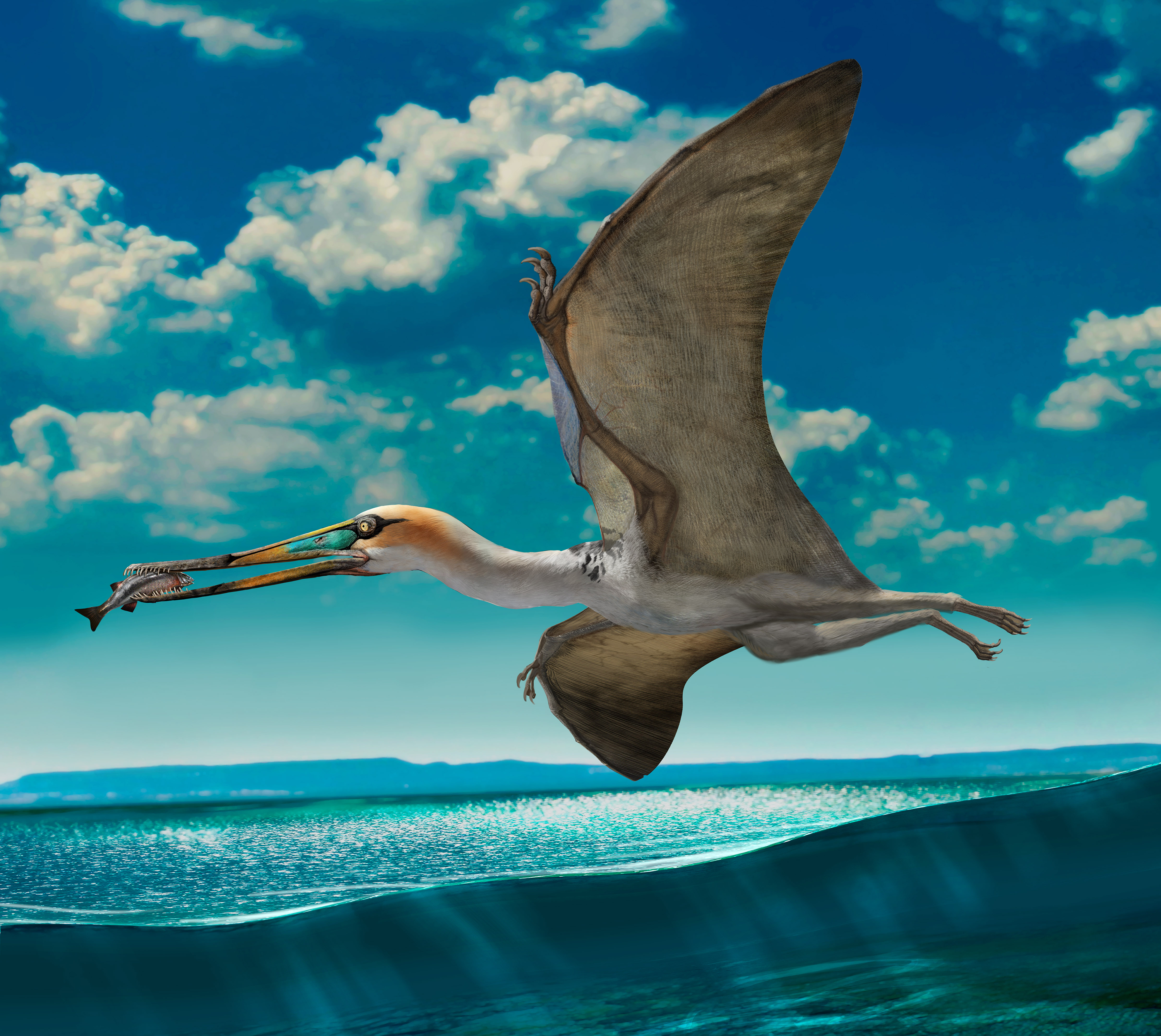
Recreación en vida de Zhao Chuang (2016).

Gladocephaloideus es conocido del holotipo, IG-CAGS-08-07, un cráneo completo y un esqueleto parcial de un subadulto. Fue extraído del Lecho Jingangshan de la formación Yixian, datando de la etapa del Aptiense, hace cerca de 121 millones de años. Fue nombrado y descrito por Lü Junchang, Ji Qiang, Wei Xuefang y Liu Yongqing en 2012 y la especie tipo es Gladocephaloideus jingangshanensis. En 2016, se ha descrito un segundo ejemplar, JPM 2014–004, un esqueleto casi completo de un juvenil, encontrado en la formación Jiufotang.

## Taxonomía
Gladocephaloideus se creyó el primer galodactílido hallado en Asia. Pero ahora se sabe que forma parte de Ctenochasmatidae y es un taxón hermano de Pterofiltrus.